# Acetato di cromo(II)
L'acetato di cromo(II), noto anche come acetato cromoso, è il composto di coordinazione di formula [Cr2(μ-O2CCH3)4(H2O)2], spesso abbreviato come [Cr2(OAc)4(H2O)2]. Caratteristica di questo composto è di contenere un legame quadruplo Cr–Cr. Il composto esiste in due forme, diidrata e anidra. È diamagnetico, fortemente riducente ma stabile all'aria in assenza di umidità. In condizioni normali ha l'aspetto di una polvere rossa, anche se si possono far crescere cristalli a forma di diamante. In accordo con la sua natura non ionica, [Cr2(OAc)4(H2O)2] è poco solubile in acqua e metanolo.

## Storia
Eugène-Melchior Péligot fu il primo a descrivere nel 1844 questo composto, che pareva un dimero  [Cr2(OAc)4(H2O)2]. La struttura inusuale, simile a quella dell'acetato di rame(II), fu determinata solo nel 1953.

## Struttura
La molecola [Cr2(OAc)4(H2O)2] contiene due atomi di cromo, due molecole di acqua coordinata e quattro leganti monoanionici acetato. L'intorno di coordinazione di ciascun atomo di cromo consiste in quattro ossigeni (uno da ciascun legante acetato, disposti ai vertici di un quadrato), una molecola di acqua (in posizione assiale), e l'altro atomo di cromo (in posizione opposta alla molecola di acqua). In questo modo ogni cromo è esacoordinato con geometria ottaedrica. Tra i due atomi di cromo esiste un legame quadruplo, e la molecola ha simmetria D4h (ignorando la posizione degli atomi di idrogeno). Una struttura molto simile si osserva anche in [Rh2(OAc)4(H2O)2] e [Cu2(OAc)4(H2O)2], ma in queste specie non c'è una distanza M–M così corta.
Il legame quadruplo tra i due atomi di cromo nasce dalla sovrapposizione di quattro orbitali d di un atomo con gli stessi orbitali dell'altro atomo: gli orbitali dz2 formano un legame σ, gli orbitali dxz e dyz formano due legami π, e gli orbitali dxy formano un legame δ. La presenza di un legame quadruplo è confermata anche dal momento magnetico molto basso, attribuito a inevitabili impurezze di Cr(III), e dalla distanza Cr–Cr molto corta, 236,01 pm. La distanza Cr–Cr può essere anche più corta (il record è 184 pm) quando i leganti assiali sono assenti o il carbossilato è sostituito con leganti isoelettronici coordinati tramite l'azoto.

## Sintesi
La sintesi prevede dapprima la riduzione con zinco di un composto di Cr(III) in soluzione; la risultante soluzione blu è quindi trattata con acetato di sodio, che provoca la precipitazione dell'acetato di cromo(II) come polvere rossa.
2Cr3+  +  Zn  →   2Cr2+  +  Zn2+
2Cr2+  +  4OAc–  +  2H2O  →   [Cr2(OAc)4(H2O)2]
La sintesi di [Cr2(OAc)4(H2O)2] è stata usata tradizionalmente per testare abilità e pazienza degli studenti universitari nei laboratori di chimica inorganica, perché la presenza indesiderata di una piccola quantità di aria nell'apparecchiatura provoca l'immediata decolorazione del prodotto rosso. Essendo così facile da preparare, [Cr2(OAc)4(H2O)2] è spesso usato come materiale di partenza per altri composti di Cr(II). Sono noti molti composti analoghi con altri acidi carbossilici al posto dell'acetato, e con altre basi al posto dell'acqua.
Analoghi carbossilati di Cr(II) si possono preparare anche partendo dal cromocene, con il vantaggio che si ottengono composti anidri:
4HO2CR  +  2Cr(C5H5)2  →   [Cr2(O2CR)4]  +  4C5H6

## Applicazioni
[Cr2(OAc)4(H2O)2] è a volte usato nella dealogenazione di composti organici come α-bromochetoni e cloroidrine. Apparentemente le reazioni procedono tramite processi monoelettronici, e a volte si osservano prodotti di riarrangiamento. 
[Cr2(OAc)4(H2O)2] è un buon riducente perché contiene Cr(II), e si può quindi usare negli scrubber per rimuovere l'ossigeno presente nell'aria. 
Applicazioni industriali di [Cr2(OAc)4(H2O)2] sono scarse, perché come tutti i composti di Cr(II) si ossida molto facilmente. Un utilizzo è stato proposto nell'industria dei polimeri.

## Sicurezza
L'acetato di cromo(II) va maneggiato con le usuali precauzioni dovute con i composti chimici, ma non è considerato pericoloso secondo la direttiva 67/548/CEE.